# Dedo (unidad)

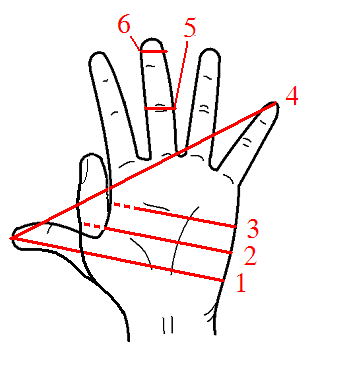
Algunas medidas realizadas a mano, incluido el dedo (5)

Un dedo es cualquiera de varias unidades de medición que son aproximadamente la anchura de un dedo humano adulto, incluyendo:
El dígitos, también conocido como digitus o digitus transversus (latín), dactyl (griego) o dactylus, o amplitud de dedo —  de pulgada o  de una pie.
En medicina y disciplinas afines (anatomía, radiología, etc.), el ancho de un dedo (literalmente el ancho de un dedo) es una unidad de medida informal pero ampliamente utilizada.
En la medición de bebidas espirituosas destiladas, un dedo de whisky se refiere a la cantidad de whisky que llenaría un vaso al nivel de un dedo envuelto alrededor del vaso en la parte inferior.
Otra definición (de Noah Webster): "casi una pulgada".
Dedo es también el nombre de una unidad más larga de la longitud usada en la medición de tela, específicamente, un octavo de una yarda o 4 pulgadas.
En inglés, estas unidades en su mayoría han caído en desuso, además del uso común en bebidas destiladas y juegos para beber.